# Kleine Höfats
Die Kleine Höfats ist ein 2073 m ü. NHN hoher Nebengipfel der Höfats in den Allgäuer Alpen. Sie hat den Charakter eines Grasbergs.

## Lage und Umgebung
Die Kleine Höfats liegt in dem vom Zweiten Gipfel der Höfats nach Nordosten streichenden Grat.

## Besteigung
Auf die Kleine Höfats führt kein markierter Weg. Alle Anstiege sind sehr ausgesetzte und mehr oder weniger schwierige Grasklettereien und erfordern gute Klettererfahrung, Schwindelfreiheit und absolute Trittsicherheit im Schrofengelände. Die Kleine Höfats wird nur selten bestiegen. Das Gipfelbuch der Kleinen Höfats stammt noch aus den 1950er-Jahren.

### Routen
Ostgrat
- Schwierigkeit: I+
- Zeitaufwand: 2 Stunden
- Ausgangspunkt: Käseralpe
- Erstersteiger: unbekannt
- Bemerkung: Gras- und Schrofenkletterei, teilweise sehr ausgesetzt, schlechte Sicherungsmöglichkeiten

Nordostgrat
- Schwierigkeit: II+
- Zeitaufwand: 1 Stunde
- Ausgangspunkt: Oberloch
- Erstersteiger: unbekannt
- Bemerkung: Gras- und Schrofenkletterei, teilweise sehr ausgesetzt, schlechte Sicherungsmöglichkeiten

vom Schärtele
- Schwierigkeit: III
- Zeitaufwand: 1 Stunde
- Ausgangspunkt: Rotes Loch
- Erstersteiger: unbekannt
- Bemerkung: Gras- und Schrofenkletterei, teilweise sehr ausgesetzt, schlechte Sicherungsmöglichkeiten. Direkter Anstieg zum Gipfel IV

Südwand
- Schwierigkeit: V+
- Zeitaufwand: 2 Stunden
- Ausgangspunkt: Rotes Loch
- Erstersteiger: Schwarz, Stolze, 1933
- Bemerkung: praktisch kaum mehr begangen

## Bilder

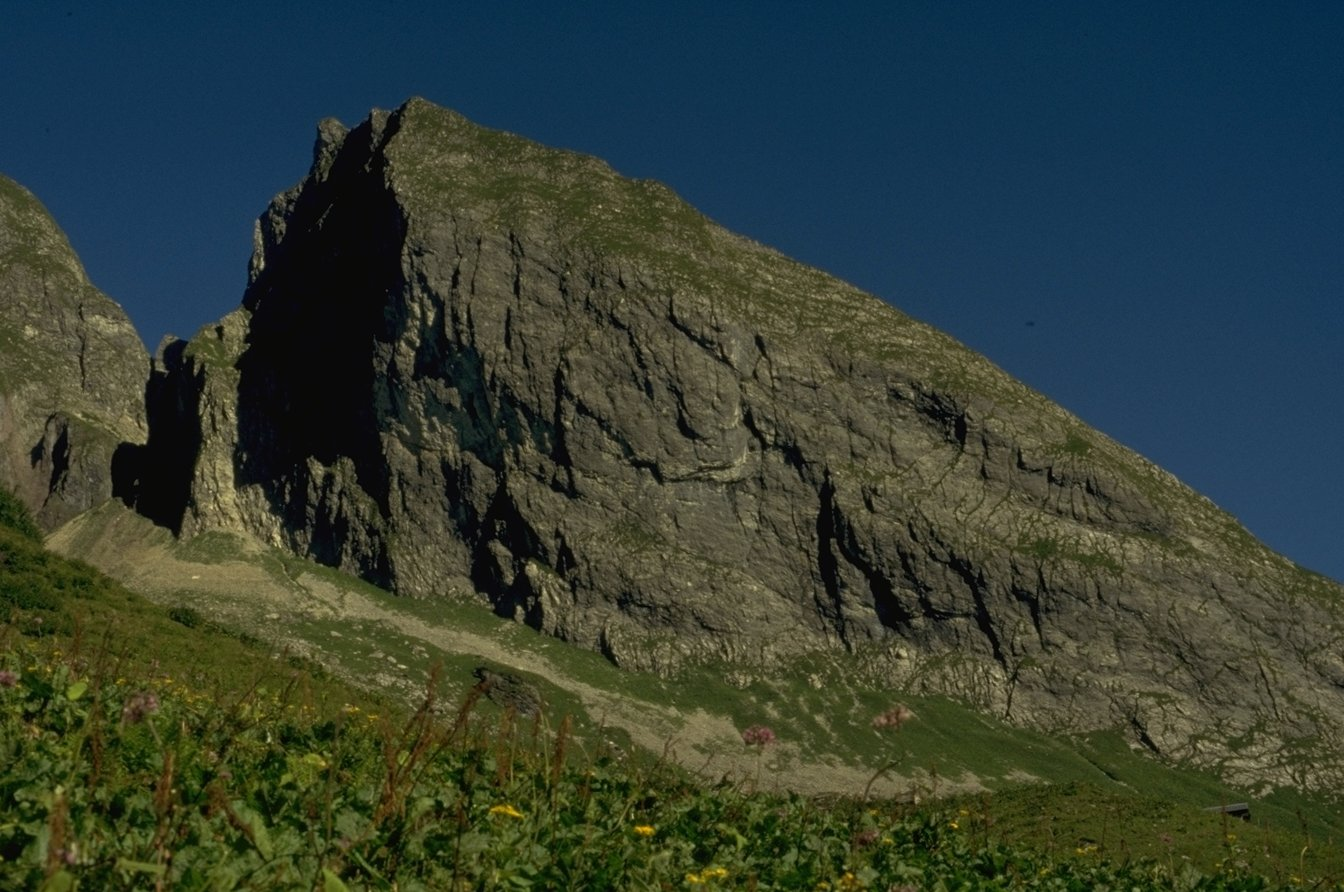
Kleine Höfats vom Älpelesattel
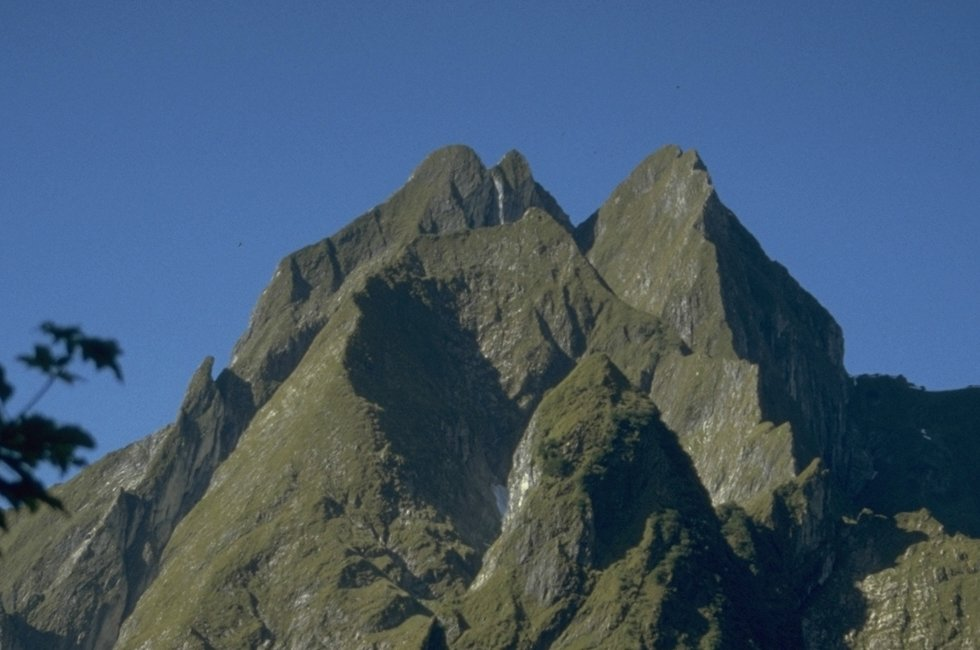
Kleine Höfats vom Gaisbachtobelweg. Im Hintergrund die Höfats und im Vordergrund der Seilhenker
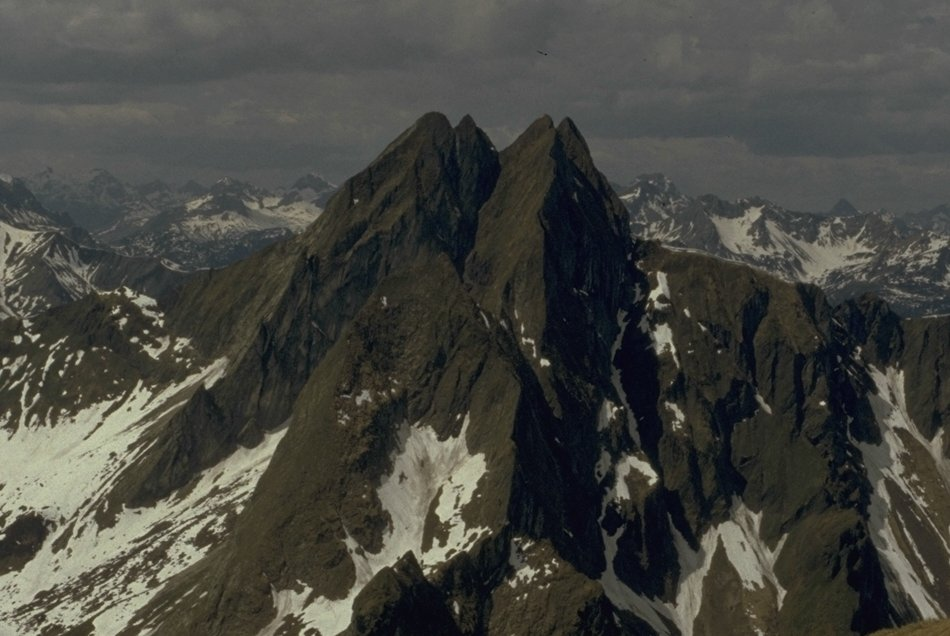
Die Kleine Höfats vom Schneck vor der Höfats. Ganz unten der Seilhenker
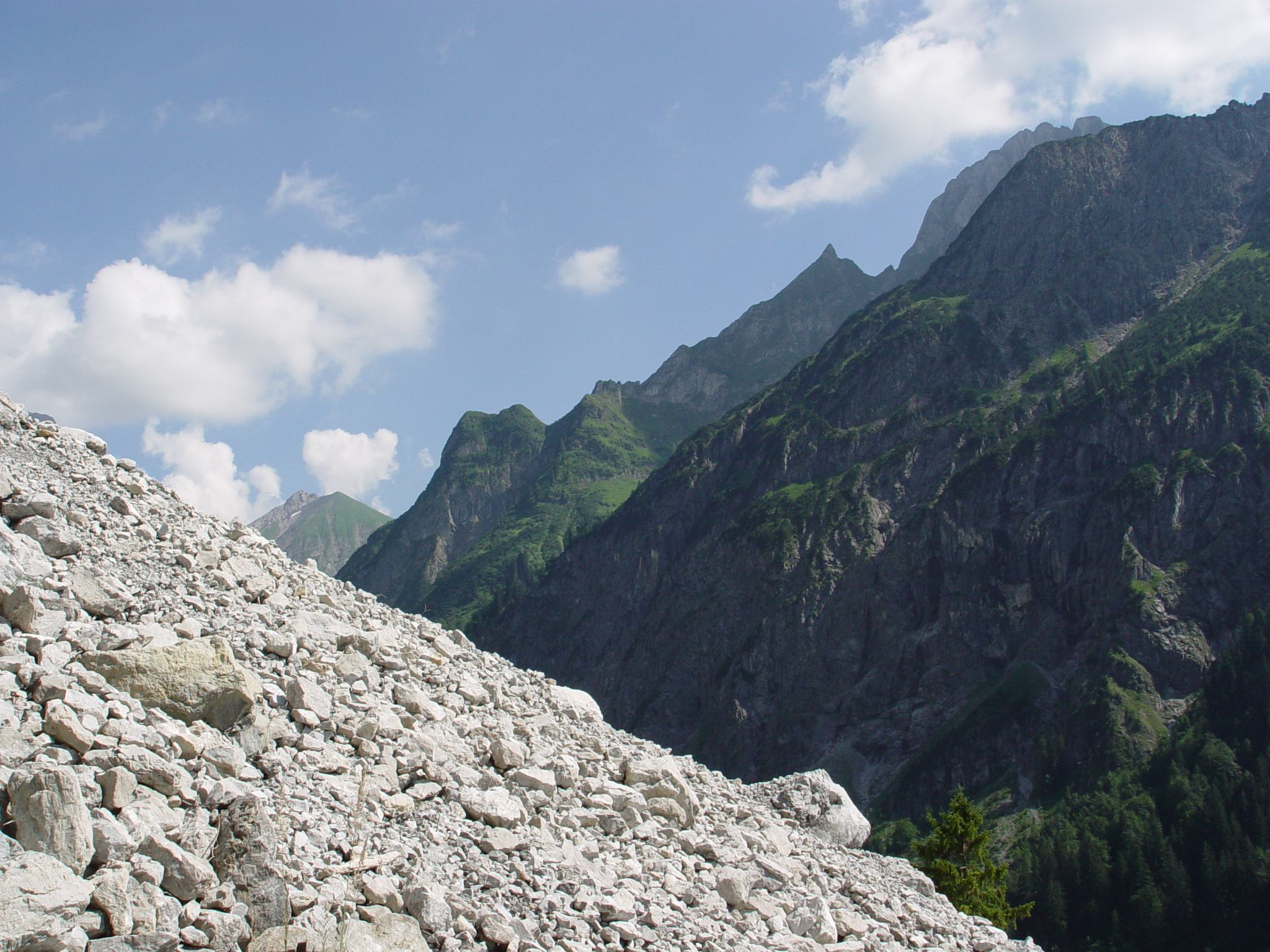
Kleine Höfats (der markante Zacken etwas rechts der Bildmitte) vom unteren Bereich des Gleitweges